# Leiarius pictus
Leiarius pictus är en fiskart som först beskrevs av Müller och Troschel, 1849.  Leiarius pictus ingår i släktet Leiarius och familjen Pimelodidae. Inga underarter finns listade i Catalogue of Life.